# Diada de les Illes Balears
La Diada de les Illes Balears, en commemoració de la data en què entrà en vigor l'Estatut d'Autonomia de 1983, que és també la mateixa que la del nou Estatut de 2007.
A més, el dia 1 de març de 1230, es signà la Carta de Franquesa, veritable document fundacional del Regne de Mallorca (o Regne de Mallorques) que, encara que nominalment fos "de Mallorca", incloïa totes les Illes Balears.

## Història[calcitació]
La Llei 9/1984, de 30 d'octubre, va declarar l'1 de març com a "Dia de les Illes Balears", amb caràcter de festa oficial en tota la comunitat autònoma, però laborable; i sense perjudici que cada illa pogués tenir la seva pròpia diada per acord del seu consell insular respectiu.
L'1 de març es considerà per primera vegada com a dia no laborable en 1999 (Resolució de la Conselleria de Treball i Formació de 20 de novembre de 1998). Actualment, L'article 6.3 de l'Estatut d'autonomia de 2007 consagra l'1 de març com a diada de les Illes Balears.